# Política de Gibraltar
La política de Gibraltar tiene lugar en el contexto de la democracia representativa parlamentaria de un territorio británico de ultramar, en el cual el monarca británico es el jefe de estado, representado por el Gobernador de Gibraltar. El Ministro principal de Gibraltar es el jefe del gobierno. Como territorio británico de ultramar, el Gobierno de Gibraltar no está subordinado al Gobierno del Reino Unido. Sin embargo, y a pesar del autogobierno de Gibraltar (reconocido en la Constitución gibraltareña de 2006), el Gobierno del Reino Unido es responsable de gestionar la defensa y los asuntos exteriores del territorio. Gibraltar también forma parte de la Unión Europea, siendo el primer y único territorio británico de ultramar en adherirse a la Comunidad Económica Europea.
El gobierno de España ha reclamado históricamente la soberanía de Gibraltar para España, a pesar de que el Territorio fue ocupado ilegalmente por la corona británica (1704) y posteriormente tras finalizar la guerra España perdio el territorio con el tratado de utrecht donde Reino Unido obtuvo gilbraltar de manera injusta en 1715 donde obligaron a los gibraltareños a ceder a cambio de no tomar represalias  . En 2002, un referéndum sobre una hipotética soberanía compartida para Gibraltar fue rechazado por el electorado gibraltareño con un 98,97% del voto. Con todo, el tema de la soberanía sigue siendo un tema central en la vida política del territorio.
Gibraltar cuenta con un gran número de partidos políticos que han desarrollado para tratar los asuntos locales. El preámbulo de la Constitución de 2006 se repitió a partir de la Constitución de 1969 establece que "El Gobierno de su Majestad nunca entrará en acuerdos bajo los cuales el pueblo de Gibraltar pasaría bajo la soberanía de otro estado en contra de sus deseos libremente y democráticamente expresados."

## Poder ejecutivo

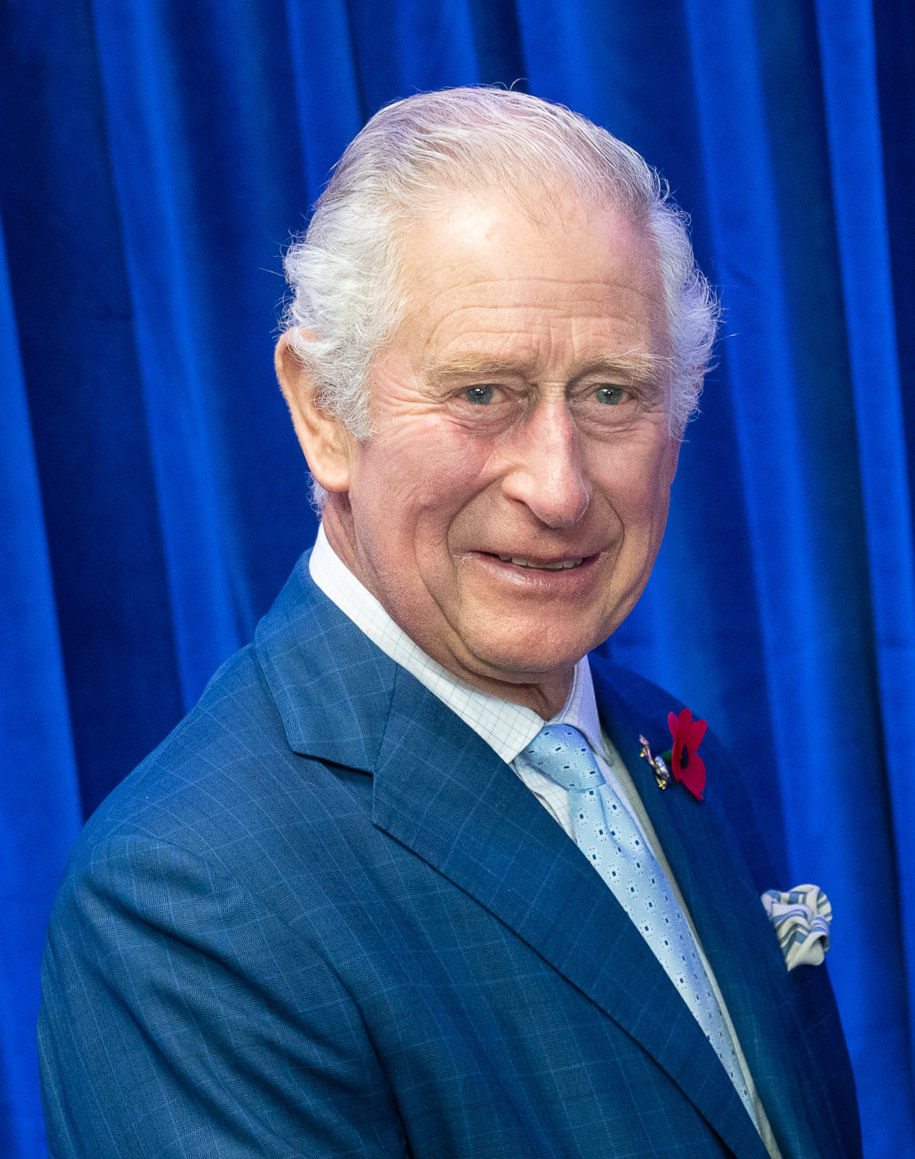
Carlos III, Jefe de Estado

Como territorio británico de ultramar del Reino Unido, el jefe de Estado es el rey Carlos III, que es representado por el Gobernador de Gibraltar. El Reino Unido conserva las responsabilidades de la defensa, las relaciones exteriores, la seguridad interna y la estabilidad financiera.

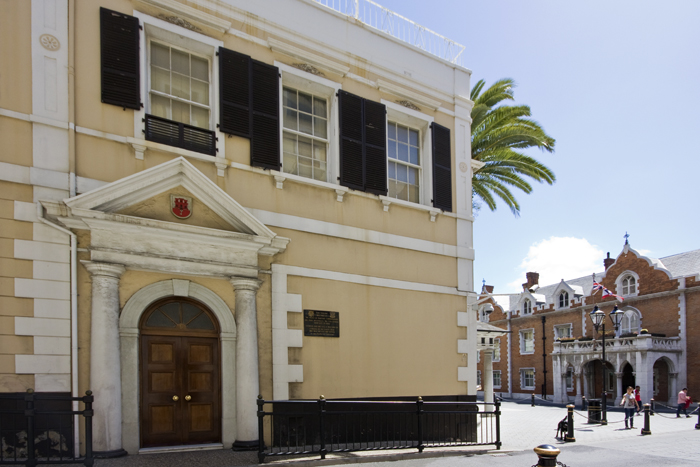
Sede del Gobierno de Gibraltar en el 6 Convent Place con el Convento al fondo.

| Cargo              | Nombre         | Partido                               | Desde el                |
| Monarca            | Carlos III     | N/A                                   | 8 de septiembre de 2022 |
| Gobernador         | Edward Davis   | N/A                                   | 19 de enero de 2016     |
| Ministro principal | Fabian Picardo | Alianza entre el GSLP y los liberales | 9 de diciembre de 2011  |

## Gobierno
El Gobierno de Gibraltar es elegido para un mandato de cuatro años. El Jefe de Gobierno es el Ministro principal, actualmente ocupa el cargo el Hon. Fabian Picardo del Partido Socialista Laborista de Gibraltar (GSLP, por sus siglas en inglés), que lleva en el cargo desde el 9 de diciembre de 2011, aliado con el Partido Liberal de Gibraltar (Liberales), desde las elecciones generales de 2011. El líder de la oposición es el Hon. Daniel Feetham del partido Socialdemócratas de Gibraltar (GSD), en el cargo desde 2013.
La composición del Gobierno de Gibraltar es la siguiente:
| Imagen         | Nombre                          | Partido Político | Rol Ministerial                                                             | Responsabilidades |
| Fabian Picardo | El Hon. Fabian Picardo, MP      | GSLP             | Ministro principal                                                          | - Economía y finanzas - Gibraltar 2025 - Tecnologías de la información, e-gobierno y e-comercio - Estatuto personal, incluyendo inmigración, residencia y adopción - UE y tratados internacionales (incluyendo transposición de directivas) - Elecciones - Relaciones industriales - Radiodifusión y Medios de Comunicación - Servicios civiles y el sector público en conjunto - Aduanas - Control de Drogas (incluyendo Rehabilitación del Abuso de Sustancias, incluyendo la responsabilidad de Bruce's Farm) - La administración de los Departamentos Gubernamentales encargados de lo anterior - Responsabilidad en general de la supervisión de los Departamentos Gubernamentales y de la administración pública                                                                  |
| Joseph Garcia  | El Hon. Dr. Joseph Garcia, MP   | LPG              | Viceministro principal                                                      | - Ayudar al Ministro principal en su ejercicio de responsabilidades generales y en la supervisión de los departamentos gubernamentales y de la administración pública - Coordinación Ministerial y Implementación del Manifiesto - Presión política internacional (incluyendo la responsabilidad de la Oficina de Gibraltar en Londres y otras oficinas representativas) - Asuntos Europeos y presión política (incluyendo la oficina de Gibraltar en Bruselas) - Promover el derecho de Auto-Determinación y servir de enlace con las Naciones Unidas - Proyectos gubernamentales, Bienes Inmuebles y Renovación Urbana - Reformas políticas, democráticas y cívicas - Aviación civil - Información - La administración de los Departamentos Gubernamentales encargados de lo anterior |
| John Cortes    | El Hon. John Cortes, MP         | GSLP             | Ministro de Sanidad, Medio Ambiente, y Cambio Climático                     | - Salud - Personas mayores - Medio ambiente y áreas verdes - Cambio climático - La reserva natural del Peñón de Gibraltar - Sanidad pública - Sanidad medioambiental - Planes de Renovación Urbana - Servicios públicos, incluyendo Recolección y Eliminación de Residuos - La administración de los Departamentos Gubernamentales encargados de lo anterior |
| Joseph Garcia  | La Hon. Samantha Sacramento, MP | GSLP             | Ministra de Turismo, Servicios Sociales, Igualdad y Vivienda                | - Vivienda, incluyendo la Agencia de Vivienda y Obras - Igualdad, Minorías y Discapacitados y Servicios Sociales - Turismo (incluyendo los puntos de entrada de turistas a Gibraltar) - La administración de los Departamentos Gubernamentales encargados de lo anterior |
| Gilbert Licudi | El Hon. Gilbert Licudi, MP      | GSLP             | Ministro de Educación y Justicia e Intercambio Internacional de Información | - Coordinación del Intercambio Internacional de Información - Justicia, incluyendo: 1. El sistema legal 2. El servicio de libertad condicional 3. Tribunales 4. Plan de Servicio a la Comunidad 5. Acceso a la justicia/asistencia legal 6. Asistencia 7. Reformas legales 8. Publicación de leyes 9. Asuntos policiales/crimen/ley y orden 10. La prisión 11. Asistencia Legal Internacional 12. Redacción de leyes 13. Contingencias Civiles 14. Servicio de Bomberos y Salvamento de Gibraltar 15. Servicio de Bomberos y Salvamento del Aeropuerto - Educación - La administración de los Departamentos Gubernamentales encargados de lo anterior |
| Joe Bossano    | El Hon. Joe Bossano, MP         | GSLP             | Ministro de Desarrollo Económico, Telecomunicaciones y el GSB               | - Desarrollo económico e Inversión Interna - Comercio Internacional - Telecomunicaciones - Empresa - El banco Gibraltar Savings Bank (GSB) - La administración de los Departamentos Gubernamentales encargados de lo anterior |
| Neil Costa     | El Hon. Neil Costa, MP          | LPG              | Ministro de Negocios y Empleo                                               | - Trabajo y Empleo - Seguridad Social - Tribunal Industrial (incluida la reforma) - Salud y Seguridad - Asuntos del Consumidor - Asuntos Comerciales - Servicios Postales - Habilidades y Formación - La administración de los Departamentos Gubernamentales encargados de lo anterior |
|                | El Hon. Paul Balban, MP         | GSLP             | Ministro de Tráfico, Salud y de Seguridad y Servicios Técnicos              | - Planificación y Servicios Técnicos - El Puerto - Vehículos de Servicios Públicos - Transporte público - Tráfico - Aparcamiento - Carreteras - Licencias y Vehículos - Implementación del Plan de Tráfico y Transporte Sostenible (STTP, por sus siglas en inglés) - Ayudar al Ministro principal en la implementación del proyecto de la tarjeta Smart ID - La administración de los Departamentos Gubernamentales encargados de lo anterior |
| Steven Linares | El Hon. Steven Linares, MP      | LPG              | Ministro de Deporte, Cultura, Patrimonio y Juventud                         | - Deportes y ocio - Cultura - Patrimonio - Juventud - Derechos cívicos (incluyendo asesoramiento a los ciudadanos, el defensor del pueblo, protección al consumidor y protección de datos) - La administración de los Departamentos Gubernamentales encargados de lo anterior |
| Albert Isola   | El Hon. Albert Isola, MP        | GSLP             | Ministro de Servicios Financieros y Juegos                                  | - Servicios Financieros - Juegos - Servicios marítimos, incluyendo registro de barcos y yates - La administración de los Departamentos Gubernamentales encargados de lo anterior |

## Legislatura

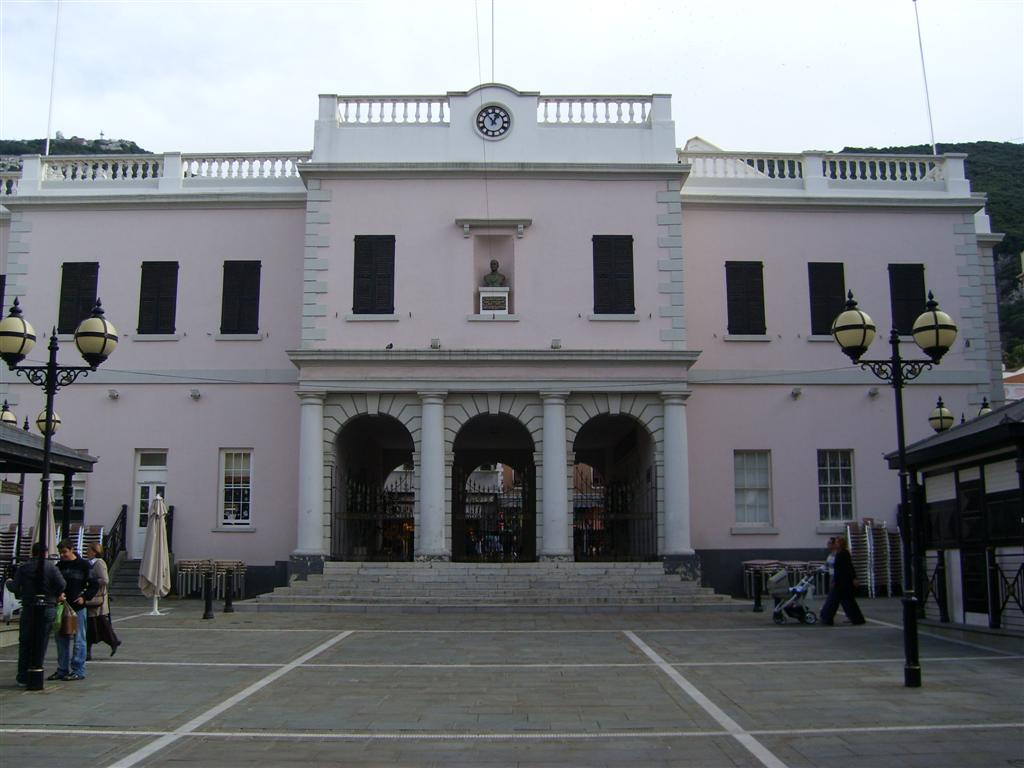
El edificio del Parlamento de Gibraltar en la plaza John Mackintosh.

El Parlamento de Gibraltar (anteriormente conocido como la Asamblea Legislativa) está formado por diecisiete miembros electos, y el Presidente. En el sistema electoral de voto en bloque parcial, en uso desde 1969, los votantes pueden (desde 2007) elegir hasta diez candidatos, los cuales no tienen por qué ser del mismo partido (aunque normalmente lo son). Los candidatos ganadores son entonces elegidos por mayoría simple; por tanto, un partido que busca formar gobierno presenta diez candidatos, y el partido que logra formarlo suele tener éxito en la elección de los diez; los escaños restantes suelen ser para el `mejor perdedor', que luego forma la oposición. Las últimas elecciones se celebraron el 26 de noviembre de 2015.

## Gobernador
La reina Isabel II está representada por el Gobernador y Comandante en Jefe, actualmente el Teniente General Edward Davis (que juró su cargo el 19 de enero de 2016). Tras una elección, el Gobernador nombra al líder del partido con más representación en el parlamento unicameral, como Ministro principal. El Gobernador no participa en la gestión cotidiana de Gibraltar, y su papel es, en gran medida, el de un jefe de estado ceremonial. El Gobernador solo es responsable de asuntos sobre la defensa y la seguridad.

## Partidos políticos y elecciones generales
Actualmente hay tres partidos políticos representados en el Parlamento de Gibraltar: los Socialdemócratas de Gibraltar; el Partido Socialista Laborista de Gibraltar; y el Partido Liberal de Gibraltar.
Todos los partidos apoyan el derecho de Gibraltar a la autodeterminación y rechazan cualquier tipo de concesión sobre la cuestión de la soberanía.

### Elecciones de 2003
| Partidos políticos                                                                                       | Partidos políticos                                                                                       | Votos   | %    | Escaños |
| --- | --- | ------- | ---- | ------- |
| Socialdemócratas de Gibraltar (GSD)                                                                      | Socialdemócratas de Gibraltar (GSD)                                                                      | 58.234  | 51,0 | 8       |
| Coalición                                                                                                | Partido Socialista Laborista de Gibraltar (GSLP)                                                         | 28.382  | 40,0 | 5       |
| Coalición                                                                                                | Partido Liberal de Gibraltar (GLP)                                                                       | 16.538  | 40,0 | 2       |
| Partido Laborista de Gibraltar                                                                           | Partido Laborista de Gibraltar                                                                           | 9.445   | 8,0  | Nuevo   |
| Partido Reformista                                                                                       | Partido Reformista                                                                                       | 578     | 1,0  | —       |
| Miembros de oficio (retirados bajo la nueva constitución de 2006 (entró en vigor el 2 de enero de 2007)) | Miembros de oficio (retirados bajo la nueva constitución de 2006 (entró en vigor el 2 de enero de 2007)) | N/A     | N/A  | 2       |
| Total (79,18% de participación)                                                                          | Total (79,18% de participación)                                                                          | 113.177 | 100  | 17      |

Desde las elecciones de 2003, el Partido Reformista se ha disuelto, ya que el líder del partido and others están ahora involucrados con Amigos de la Tierra (Gibraltar). El Partido Laborista se fusionó con los Socialdemócratas de Gibraltar.
Un nuevo partido, New Gibraltar Democracy, anunció que se presentaría a las próximas elecciones. NGD afirmó que los dos partidos principales no estaban "en sintonía con las expectativas de la gente y compensan su falta de ideas a través de propaganda orwelliana." En las elecciones de 2007 un candidato, Charles Gomez, se presentó a las elecciones del partido. Consiguió menos del 1% de los votos y, posteriormente, cesó toda actividad. 
En junio de 2006 se formó el Partido Democrático Progresista (PDP) y anunció que presentaría una lista completa de candidatos y que había entrado en la arena política como "una alternativa fresca, positiva y moderna" tanto a los socialdemócratas de Gibraltar en el poder como a la oposición GSLP/Liberales. Sin embargo, en las elecciones de 2007 sólo presentó seis candidatos.

### Elecciones de 2007
| Partidos políticos                                     | Partidos políticos                                     | Votos   | %      | Escaños |
| ------------------------------------------------------ | ------------------------------------------------------ | ------- | ------ | ------- |
| Socialdemócratas de Gibraltar                          | Socialdemócratas de Gibraltar                          | 76.334  | 49,33  | 10      |
| Alianza                                                | Partido Socialista Laborista de Gibraltar              | 49.277  | 31,84  | 4       |
| Alianza                                                | Partido Liberal de Gibraltar                           | 21.120  | 13,65  | 3       |
| Partido Democrático Progresista                        | Partido Democrático Progresista                        | 5.799   | 3,75   | —       |
| Charles Gomez (independiente, New Gibraltar Democracy) | Charles Gomez (independiente, New Gibraltar Democracy) | 1.210   | 0,78   | —       |
| Richard Martinez (independiente)                       | Richard Martinez (independiente)                       | 1.003   | 0,65   | —       |
| Total (81,4% de participación)                         | Total (81,4% de participación)                         | 154.743 | 100,00 | 17      |

### Elecciones de 2011
| Partidos políticos              | Partidos políticos                        | Votos   | %      | Escaños |
| ------------------------------- | ----------------------------------------- | ------- | ------ | ------- |
| Alianza                         | Partido Socialista Laborista de Gibraltar | 59.824  | 34,23  | 7       |
| Alianza                         | Partido Liberal de Gibraltar              | 25.590  | 14,64  | 3       |
| Socialdemócratas de Gibraltar   | Socialdemócratas de Gibraltar             | 81.721  | 46,76  | 7       |
| Partido Democrático Progresista | Partido Democrático Progresista           | 7.622   | 4,36   | —       |
| Total (81,4% de participación)  | Total (81,4% de participación)            | 174.757 | 100,00 | 17      |

### Elecciones parciales de 2013
| Candidatos                      | Candidatos                      | Votos | %      | Escaños |
| ------------------------------- | ------------------------------- | ----- | ------ | ------- |
| Albert Isola (GSLP)             | Albert Isola (GSLP)             | 4.899 | 49,84% | 1       |
| Marlene Hassan Nahon (GSD)      | Marlene Hassan Nahon (GSD)      | 3.927 | 39,95% | 0       |
| Nick Cruz (PDP)                 | Nick Cruz (PDP)                 | 688   | 7,00%  | 0       |
| Bryan Zammit (Independiente)    | Bryan Zammit (Independiente)    | 315   | 3,20%  | 0       |
| Total (46,34% de participación) | Total (46,34% de participación) | 9.829 | 100,00 | 1       |

En agosto de 2013, el PDP se disolvió tras una serie de decepcionantes resultados electorales.

### Elecciones de 2015
| Partidos políticos             | Partidos políticos                        | Votos   | %      | Escaños |
| ------------------------------ | ----------------------------------------- | ------- | ------ | ------- |
| Alianza                        | Partido Socialista Laborista de Gibraltar | 70.551  | 47,83  | 7       |
| Alianza                        | Partido Liberal de Gibraltar              | 30.399  | 20,61  | 3       |
| Socialdemócratas de Gibraltar  | Socialdemócratas de Gibraltar             | 46.545  | 31,56  | 7       |
| Total (70,8% de participación) | Total (70,8% de participación)            | 147.495 | 100,00 | 17      |

## Elecciones al Parlamento Europeo
A pesar de que Gibraltar forma parte de la Unión Europa en el marco del Tratado de adhesión del Reino Unido, y de que su pertenencia a la Unión Europea implica que se ve afectado por sus leyes, Gibraltar no podía votar en las elecciones al Parlamento Europeo; hasta que una campaña de diez años para adquirir este derecho finalizó tras el caso de Matthews v. United Kingdom. Denise Matthews, una ciudadana británica residente en Gibraltar, alegó que la exclusión del electorado gibraltareño del derecho a voto en las elecciones al Parlamento Europeo era una violación de los derechos humanos. El Tribunal Europeo de Derechos Humanos falló a su favor, dictaminando que el Parlamento Europeo es parte de la legislatura de Gibraltar, y que el Reino Unido está obligado por sus convenios a garantizar el derecho de los habitantes de Gibraltar a votar en el Parlamento Europeo. El Gobierno del Reino Unido aprobó la Acta de (Representación) del Parlamento Europeo en 2003 para acatar la sentencia. Gibraltar está incluido en la región sudoeste de Inglaterra en las elecciones al Parlamento Europeo, y votó por primera vez en las elecciones de 2004.
Las Elecciones Europeas del 2004 fueron las primeras elecciones británicas en las cuales Gibraltar pudo participar. El Partido Conservador obtuvo el 69.52% de los votos, hecho que a menudo es interpretado como una protesta contra la gestión de Gibraltar por parte del Partido Laborista. Los Conservadores también hicieron una fuerte campaña, con el apoyo de la rama gibraltareña del partido  y de una visita del líder del partido, Michael Howard.
En el año 2009, los Conservadores  volvieron a encabezar la encuesta con un 54% pero, a diferencia del 2004, la participación del 35%, mucho menor y comparable a otros países de la UE.
En el año 2014 los Liberal Demócratas encabezaron las encuestas, pero los votos emitidos en el suroeste de Inglaterra hicieron que ninguno de los candidatos Liberal Demócratas se convirtiera en eurodiputado. Regresaron seis eurodiputados, dos del UKIP, dos conservadores, uno  laborista y uno de los verdes.

## Reforma constitucional

### Propuestas del Comité Selecto
En el año 1999, el Gobierno de Gibraltar estableció un Comité Selecto para la Reforma Constitucional, encargado de considerar cómo se debería reformar la Constitución de 1969.
En marzo de 2006, el secretario de Relaciones Exteriores británico Jack Straw anunció en la Cámara de los Comunes del Reino Unido que se habían acordado los detalles de una nueva Constitución. Había algunas diferencias entre el anteproyecto de constitución y el documento final que fue aceptado por el Reino Unido, en concreto que el título del Gobernador no cambiaría, y que las Autoridades Policiales seguirían siendo independientes del Gobierno de Gibraltar.

### Constitución del 2006
En diciembre de 2006, se le otorgó una nueva constitución a Gibraltar, la cual proporciona una relación constitucional más moderna entre Gibraltar y el Reino Unido, sin estar basada en el colonialismo. La constitución no disminuye de ninguna forma la soberanía británica de Gibraltar, y el Reino Unido conserva toda su responsabilidad interna sobre Gibraltar, incluyendo las relaciones externas y la defensa de Gibraltar, y el Estado Miembro responsable de Gibraltar en la Unión Europea.
En una carta dirigida al Ministro de Asuntos Exteriores español, Jack Straw declaró:
"Mi punto de vista [es] que la etiqueta "colonial" es engañosa y anacrónica en este contexto; al margen de la dimensión de las Naciones Unidas. Tal y como Peter Caruana y yo dijimos en nuestra declaración conjunta el lunes, la nueva Constitución establece una relación "moderna y madura" entre el Reino Unido y Gibraltar. Yo no considero que esta descripción se pueda aplicar a ninguna relación basada en el colonialismo.."
Tras varios meses de disputas políticas, el Gobierno de Gibraltar publicó el proyecto de Decreto Constitucional, el cual incluye el preámbulo de la constitución anterior, en el que se promete que no habrá transferencia de soberanía en contra de los deseos de los gibraltareños, y una nueva adición en la que se explica el estatuto.
"Considerando que Gibraltar forma parte de los dominios de Su Majestad y que el Gobierno de Su Majestad ha dado garantías al pueblo de Gibraltar de que Gibraltar seguirá formando parte de los dominios de Su Majestad, al menos hasta que una ley del Parlamento disponga otra cosa, y además que el Gobierno de Su Majestad nunca establecerá ningún tipo de acuerdo en virtud del cual el pueblo de Gibraltar quede sometido a la soberanía de otro estado en contra de sus deseos expresados de forma libre y democráticamente:
"Y en consideración con que el pueblo de Gibraltar ha aprobado y aceptado libremente en un referéndum celebrado el [fecha] la Constitución adjunta a este Decreto, la cual otorga al pueblo de Gibraltar ese grado de autogobierno compatible con la soberanía británica de Gibraltar y con el hecho de que el Reino Unido sigue siendo plenamente responsable de las relaciones exteriores de Gibraltar.
La propuesta fue sometida a referéndum y aprobada por el pueblo. La constitución entró en vigor en 2007 y, para conmemorarlo, el 29 de enero fue declarado festivo público.

### Integración con el Reino Unido
Varios grupos en Gibraltar han hecho campaña a favor de una relación mucho más estrecha con Gran Bretaña, en forma de integración descentralizada o incorporándose al país. Esta idea es similar a la oferta hecha a Malta en 1955, bajo la cual Malta estaría representada en la Cámara de los Comunes del Reino Unido, y quedaría bajo la autoridad del Ministerio del Interior, pero manteniendo autogobierno interno. Este sería un régimen similar al de los departamentos de ultramar franceses y a los enclaves españoles en el norte de África, Ceuta y Melilla, reclamados por Marruecos. Uno de los argumentos de España al desestimar las comparaciones entre Gibraltar y esos territorios es que éstos son parte de España, mientras que Gibraltar es un territorio británico de ultramar y no forma parte del Reino Unido.
Sin embargo, el Ministerio de Exteriores británico rechazó esta idea en 1976, junto con la de la independencia, alegando que cualquier otra reforma constitucional o descolonización tendría que tener en cuenta la llamada "dimensión española". De forma similar, ha habido gobiernos en Gibraltar que también se han opuesto; en su programa electoral de 2003, los Socialdemócratas de Gibraltar afirmaron que la integración "implicaría necesariamente la pérdida de un grado significativo de este autogobierno tan importante" y "simplemente les daría el poder sobre nuestros asuntos esenciales (y, por tanto, nuestra capacidad de sobrevivir) a la gente de Londres".
Aunque todavía existe cierto apego a la idea de que Gibraltar sea británico, algunas personas, como por ejemplo el líder del Partido Liberal Joseph Garcia, ven el futuro del Peñón como parte de una "Europa de las Regiones" más amplia, y no como parte de un país u otro.

### Condominio
Ha habido propuestas sobre la idea de un condominio, en el que se comparte la soberanía de Gibraltar entre el Reino Unido y España. En 1985, mientras dialogaba con el Secretario de Relaciones Exteriores británico Geoffrey Howe, el Ministro de Exteriores español Fernando Morán propuso un condominio o período de devolución de entre 15 y 20 años, tras el cual se le devolvería toda la soberanía a España; sin embargo, el gobierno británico no respondió a esta propuesta.
En 1991, se informó que el Presidente del Gobierno de España, Felipe González, había propuesto un plan de soberanía conjunta, bajo el cual Gibraltar se volvería autónomo de forma efectiva, con los monarcas británico y español como jefes de estado, pero el Gobierno de Gibraltar lo rechazó en julio de ese año.
En 1997, el que por aquel entonces era el Ministro de Exteriores español, Abel Matutes, presentó una propuesta de soberanía conjunta sobre Gibraltar, que también implicaba soberanía española plena tras un período de transición, pero su homólogo británico, Robin Cook, afirmó que no había "ninguna posibilidad de transigencias sobre la soberanía".
A pesar de que se ha sugerido como modelo para Gibraltar el coprincipado de Andorra, en el cual el Presidente de Francia y el Obispo de Urgell son jefes de estado al mismo tiempo, en 2010 el que por aquel entonces era su Ministro principal, Peter Caruana, alegó que éste no es un caso de soberanía conjunta entre España y Francia ya que, según la Constitución de Andorra de 1993, ninguno de los dos países ejerce soberanía sobre el Principado.

## Naciones Unidas
Gibraltar fue cogido por sorpresa cuando todo el tema de la relación entre el territorio y el Reino Unido, así como la cuestión de España, fue presentado ante el Comité de Descolonización de la ONU, también conocido como el Comité Especial de los 24, en 1963.
La Resolución 2231 (XXI), que formaba parte de la reclamación española, estableció que "cualquier situación colonial que destruya parcial o totalmente la unidad nacional y la integridad territorial de un país es incompatible con los propósitos y principios de la Carta de las Naciones Unidas."
La Resolución 2353 (XXII) también animó al Reino Unido y a España a superar sus diferencias, respetando los "intereses" del pueblo de Gibraltar, y declaró que el referéndum de 1967 "contraviene las disposiciones de la Resolución 2231.
Fue apoyado por 73 países (principalmente latinoamericanos, árabes, africanos y de Europa Oriental), rechazado por 19 (Reino Unido y los países de la Mancomunidad de Naciones), mientras que 27 países se abstuvieron (Europa Occidental y los Estados Unidos)
Desde esa y hasta el día de hoy, los diputados de Gibraltar han solicitado regularmente la UNC24 y la UNC4, aunque no se ha logrado ningún progreso. Los Comités en general presentan su 'resolución de consenso', la cual:
- (a) Anima a ambos Gobiernos, sin dejar de prestar atención a los intereses y las aspiraciones de Gibraltar, a alcanzar, en el espíritu de la declaración del 27 de noviembre de 1984, una solución definitiva al asunto de Gibraltar, a la luz de las resoluciones pertinentes de la Asamblea General y de los principios aplicables, y en el espíritu de la Carta de las Naciones Unidas;
- (b) Acoge las implementaciones del primer paquete de medidas, que están en curso y teniendo éxito, pactadas en el Foro Tripartito de Diálogo sobre Gibraltar.

El compromiso del Gobierno británico es el de no entablar las conversaciones previstas en la resolución anterior sin el consentimiento de los gibraltareños.
El Gobierno [británico] nunca – "nunca" es una palabra usada muy raramente en política – firmará un acuerdo de soberanía sin el consentimiento del Gobierno de Gibraltar y de su gente. De hecho, nunca vamos siquiera a entrar en ese proceso sin este consentimiento. La palabra "nunca" transmite un compromiso claro y sólido y ha sido utilizada con un propósito. Hemos enviado este mensaje con confianza a los pueblos y los Gobiernos de Gibraltar y España. Ahora que este compromiso es la posición [británica], esto sirve como señal de la madurez de nuestra relación con Gibraltar.
El estancamiento efectivo ha llevado a Peter Caruana a la conclusión de que asistir a reuniones futuras del Comité de los 24 es un trabajo inútil.

## Relaciones con España
En un referéndum realizado el 10 de septiembre de 1967, el pueblo de Gibraltar rechazó la transferencia de soberanía a España y decidió permanecer bajo la soberanía británica, con 12.138 votos a favor de la soberanía británica y 44 a favor de la soberanía española. Este día se celebra hoy como el Día Nacional de Gibraltar. Durante un referéndum organizado por el Gobierno de Gibraltar el 7 de noviembre de 2002, los votantes rechazaron en su inmensa mayoría el principio de que España y el Reino Unido deben compartir la soberanía sobre Gibraltar, con 187 votos a favor y 17.900 votos en contra, con una participación de casi el 88%.
A diferencia de la mayor parte de los otros territorios británicos, el Reino Unido no le ha ofrecido la independencia a Gibraltar. Se ha sugerido que esto se debe al hecho de que el Tratado de Utrecht, bajo el cual España le cedió el territorio a la Corona británica, establece que, si la Corona británica quisiese alguna vez deshacerse de Gibraltar, primero debe ofrecérselo a España. Sin embargo, el Gobierno de Gibraltar ha señalado a las Naciones Unidas que el Artículo 103 de la Carta de las Naciones Unidas invalida y revoca esta "cláusula de reversión".
Ni el Reino Unido ni España parecen dispuestos a poner a prueba el estatus legal del Artículo X del Tratado de Utrecht en los tribunales. Las partes restantes del tratado, que regulaban asuntos como el comercio de esclavos y la transferencia de Menorca a los británicos, se han quedado obsoletas.
España sostiene que el estatus de Gibraltar es un anacronismo, y que debería convertirse en una comunidad autónoma española, similar a Cataluña o al País Vasco. También argumenta que se debe aplicar el principio de integridad territorial, no el de derecho de autodeterminación, estableciendo paralelismos con la devolución británica de Hong Kong a la República Popular China en 1997. La Junta de Andalucía (el gobierno electo regional de Andalucía) cree que Gibraltar debería ser integrado en su autonomía regional[cita requerida].
Al mismo tiempo, el gobierno británico sigue afirmando que el estatus de Gibraltar no puede ser modificado sin el consentimiento democrático del mismo .
El gobierno gibraltareño le ha pedido al Comité de los 24 de las Naciones Unidas que remita el asunto a la Corte Internacional de Justicia para que emita una opinión consultiva, pero España ha presionado para que esto no ocurra. El gobierno de Gibraltar también ha invitado al Comité a visitar el territorio, pero no lo han hecho hasta ahora, a pesar de que el Reino Unido no se opuesto.
La constitución de 2006 aumenta aún más el nivel de autogobierno del territorio, y por ello se considera que Gibraltar ya no tiene estatus colonial. Explicando esto en una carta a las Naciones Unidas, el secretario de Relaciones Exteriores británico declaró que "Yo no considero que esta descripción se pueda aplicar a ninguna relación basada en el colonialismo."

## Grupos de presión
Existen varios grupos de presión activos en Gibraltar, que no están alineados con ningún partido político.

### Gibraltar Women's Association
La Gibraltar Women's Association, o Asociación de Mujeres de Gibraltar, se fundó el 16 de febrero de 1966, por la Sra. Mariola Summerfield y la Sra. Angela Smith.
Se la conocía al principio como la Gibraltar Housewives Association, o la Asociación de Amas de Casa de Gibraltar y, posteriormente, a principios de los años ochenta, se pasó a llamar Gibraltar Women's Association para ajustarse a la actualidad, ya que no todas las mujeres son solamente amas de casa.

### Equality Rights Group GGR
Lanzado en septiembre del año 2000 por Felix Alvarez, al principio se llamó GGR (Gib Gay Rights, o Derechos Gais de Gibraltar), y ahora tiene una plataforma más amplia de derechos humanos en Gibraltar y se le conoce como Equality Rights Group GGR, o Grupo de Igualdad de Derechos GRR .
A pesar de que aún defiende a las minorías sexuales, también ha estado activo en asuntos relacionados con los discapacitados y la protección de los niños contra el abuso sexual.

### Environmental Safety Group
El Environmental Safety Group, o Grupo de Seguridad Medioambiental, (ESG) es una organización no gubernamental que se formó en el año 2000. Es una organización benéfica registrada, y trabaja para promover causas medioambientales dentro de la comunidad. Muchas campañas del ESG se han centrado en: la calidad del agua y del aire, la contaminación, la preservación de las zonas verdes, el tráfico, la necesidad de energías renovables, basura/reciclaje y el cambio climático. Es un grupo apolítico, y cuenta con un amplio apoyo en la comunidad. Tiene varios cientos de miembros e invitan frecuentemente a muchos otros a apoyar o a participar en campañas ambientales locales y globales.

### Gibraltar Local Disability Movement
El Gibraltar Local Disability Movement, o Movimiento por la Discapacidad de Gibraltar, (GLDM) se fundó en 1985 para mejorar las vidas de la gente con discapacidades en Gibraltar, para fomentar la igualdad de oportunidades y para combatir la discriminación. El movimiento dejó de estar activo durante varios años durante los años 90 y a principios de la década del 2000, pero se restableció en 2005 para hacer frente a la situación de las personas con discapacidades en Gibraltar, que no mejoró demasiado durante varios años. A pesar de que la Acta de Igualdad de Oportunidades de 2006 ofrece protección contra la discriminación a la gente con discapacidades, Gibraltar se queda atrás con respecto al Reino Unido y a otros países en asuntos como subsidios de discapacidad y acceso para sillas de ruedas tanto a edificios privados como gubernamentales. www.disability.gi

### Voice of Gibraltar Group

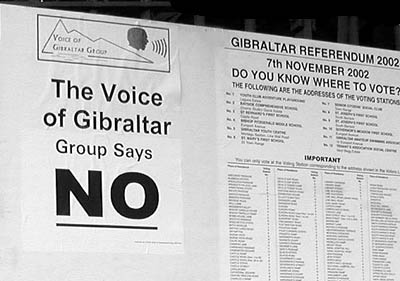
La Campaña del Referéndum de 2002

El Voice of Gibraltar Group, o el Grupo de la Voz de Gibraltar, se fundó en 1996.  En 1997 organizó una marcha a la que asistieron 10.000 personas en la que se hizo campaña para que España reconociera los derechos gibraltareños dentro de la UE, y por el apoyo del nuevo Gobierno Británico Laborista en este asunto.  En 2001, el Gobierno de Gibraltar lo criticó por presionar al Comité Selecto de la Asamblea Legislativa para que se apurase a terminar su trabajo y por introducir lo que el Gobierno consideraba que eran políticas partidistas en el asunto de que Gibraltar continúe siendo británico.  En el mismo año, colaborando con el Self-Determination for Gibraltar Group, o Grupo de la Autodeterminación para Gibraltar, el VOGG organizó una manifestación a la que se estimó que asistieron 10.000 personas. Uniéndose a una iniciativa financiada por el Gobierno y dirigida por músicos locales bajo el patrocinio del Club Rock on the Rock, una organización apolítica, el VOGG organizó una protesta en Neath, el distrito electoral de Peter Hain, el Ministro británico para Europa.
Hizo campaña, junto con otros, a favor del "no" en el referéndum de 2002 Ha sido descrito como "el grupo de protesta de línea más dura de Gibraltar".

### Integration With Britain Movement
El Integration With Britain Movement, o Movimiento por la Integración con Gran Bretaña, (IWBM) es un grupo de presión que defiende una mayor integración con el Reino Unido. Su objetivo es que Gibraltar adquiera un nivel de integración descentralizada similar al que existe en Escocia, Gales e Irlanda del Norte. Está dirigido por Joe Caruana y es el sucesor del difunto Integration With Britain Party, o Partido de la Integración con Gran Bretaña (IWBP).